# Ami et Amile

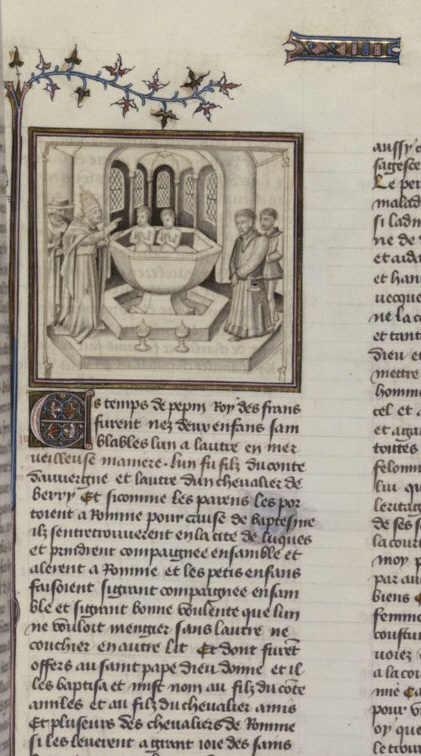
Fragment du manuscrit d’Ami et Amile.

Ami et Amile  est un roman de chevalerie français basée sur une légende très répandue de l'amitié et de sacrifice. Il s'agit de l'histoire de deux amis, l'un d'entre eux, Ami, a été frappé par la lèpre parce qu'il avait commis un parjure pour sauver son ami. Une vision l'a informé qu'il ne pourrait être guéri qu'en se baignant dans le sang des enfants d'Amile. Lorsqu'Amile a appris cela, il a sacrifié ses enfants, qui sont, cependant, miraculeusement revenus à la vie après la guérison d'Ami.
La version francienne de cette chanson de geste ne nous est parvenue que par un seul manuscrit (n° 860 du fonds français de la Bibliothèque Nationale), qui semble dater de la seconde moitié du XIIIe siècle. La plus ancienne version connue se retrouve dans une épître en latin due à un moine de l'abbaye de Fleury, Raoul le Tourtier, mort vers 1114.

## Résumé
Ami a épousé Lubias et est devenu comte de Blaives (Blaye), tandis qu'Amile est devenu sénéchal à la cour de Charlemagne, et est séduit par la fille de l'empereur, Bellisant. Les amants sont trahis, et Amile est incapable de trouver les soutiens nécessaires pour lui permettre de se dégager par l'épreuve du combat singulier. Il obtient un sursis, et va à la recherche d'Ami, qui s'engage pour le remplacer dans le combat, tirant parti de leur parfaite ressemblance. Il sauve ainsi son ami, mais ce faisant, commet lui-même un parjure. Ami, frappé par la lèpre, retrouve après de longues années Amile et la guérison.
On remarque dans ce texte des réminiscences évidentes de l'histoire de Damon et Pythias. La légende d'Ami et Amile se retrouve sous de nombreuses formes avec de légères variations, les noms et les positions des amis étant parfois inversés. La couronne du martyre n'est pas absente, les amis ayant été tués par Ogier de Danemarche à Novara sur le chemin du retour d'un pèlerinage en Terre Sainte.

## Postérité de l'œuvre
La forte relation d'amitié a été vue comme un modèle de fraternité,.